# Oval Lingotto
L'Oval Lingotto és un complex esportiu interior situat a la ciutat de Torí (Itàlia) destinat a la pràctica de patinatge de velocitat sobre gel i patinatge artístic sobre gel. Actualment també acull fires d'exposició.
Fou construït per a la realització dels Jocs Olímpics d'Hivern de 2006 celebrats en aquesta ciutat, i durant els Jocs fou la seu de les proves de patinatge de velocitat. Amb una capacitat per a 8.500 espectadors, l'edifici fou projectat per "Populous" en associació amb Studio Zoppini" de la ciutat de Milà.
En finalitzar els Jocs el complex està destinat a la pràctica del patinatge artístic sobre gel, si bé el 2006 fou la seu del Campionat del Món d'esgrima i el 2009 del Campionat d'Europa d'Atletisme en pista coberta.